# Поджо-Бустоне
Поджо-Бустоне (італ. Poggio Bustone) — муніципалітет в Італії, у регіоні Лаціо, провінція Рієті.
Поджо-Бустоне розташоване на відстані близько 75 км на північний схід від Рима, 12 км на північ від Рієті.

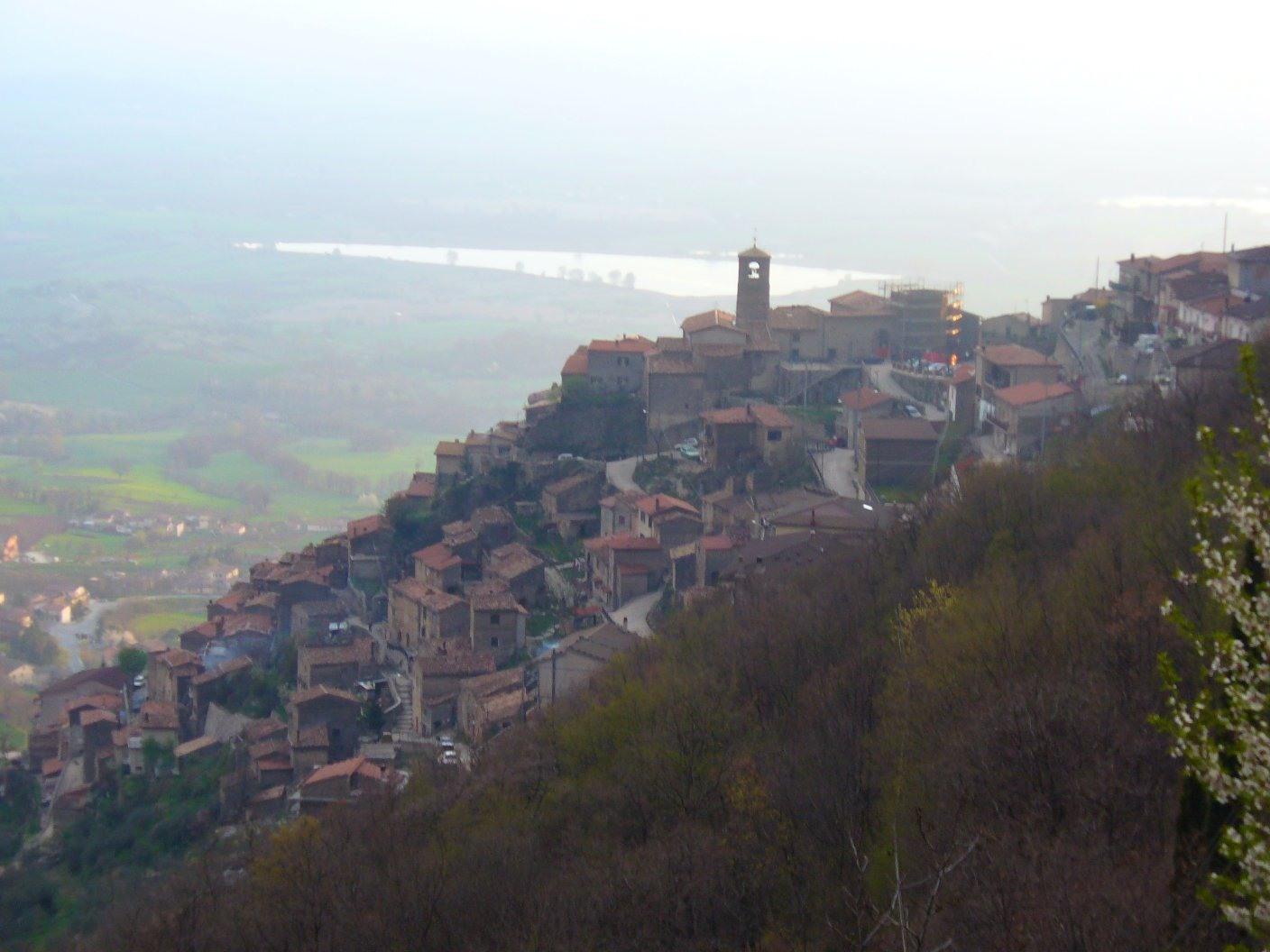

Населення — 2096 осіб (2014).

## Демографія
Населення за роками:

Станом на 1 січня 2023 року в муніципалітеті офіційно проживало 127 іноземців з 21 країни, серед них 37 громадян країн Євросоюзу та 3 громадяни України.

## Відомі особистості
В поселенні народилась:
- Леда Баттісті (* 1971) — італійська співачка та авторка пісень.

## Сусідні муніципалітети
- Канталіче
- Леонесса
- Рієті
- Риводутрі